# Georg Adolf von Nagel
Georg Adolf von Nagel (Taufname: Georg Adolf Ferdinand von Nagel) (* 1695; † 1. Juni 1730 in Itlingen) war Domherr in Münster.

## Leben

### Herkunft und Familie
Georg Adolf von Nagel wurde als Sohn des Friedrich Nikolaus von Nagel und seiner Gemahlin Margaretha Elisabeth Droste zu Vischering (1668–1740) in der uralten westfälischen Adelsfamilie von Nagel geboren.

### Wirken
Mit der Erhalt der Tonsur am 4. Januar 1711 wurde Georg Adolf auf ein geistliches Amt vorbereitet. In den Jahren 1713 bis 1718 studierte er in Rom.
Durch päpstlichen Zuspruch erhielt er im Jahre 1716 eine Dompräbende in Münster. Er wurde zum Priester geweiht und übte dieses Amt aus. Ab 1721 war er als Quästor an der Universität Orléans tätig. In dieser Funktion oblag ihm die Geschäftsführung.